# Эгида

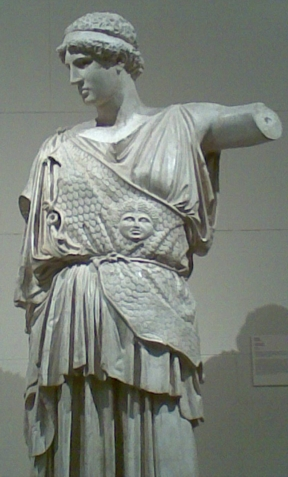
Лемносская Афина с эгидой — гипсовая копия статуи Фидия в Пушкинском музее

Эги́да (др.-греч. αἰγίς) — мифическая накидка из козьей шкуры, принадлежавшая Зевсу и обладавшая волшебными защитными свойствами. Эгиох (др.-греч. αἰγίοχος, букв. «носящий эгиду») — один из эпитетов Зевса.
Современное выражение «под эгидой» означает «находиться под покровительством какой-либо могущественной силы или действовать в рамках какого-либо влиятельного учреждения». К примеру, иногда говорится, что футбольные клубные турниры проводятся «под эгидой» УЕФА, ЮНИСЕФ действует «под эгидой» ООН и т. п.

## История

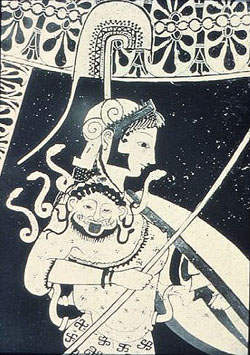
Голова Медузы закреплена на эгиде на плече. Амфора Андокида

По Мусею, эгидой была шкура выкормившей Зевса козы Амалфеи, и он сделал из неё щит во время войны с титанами.
По поверьям древних греков, дочь Зевса Афина носила эгиду в качестве части своего одеяния, прикрепив к ней изображение головы горгоны Медузы (на илл.).